# Bunium bulbocastanum
Espèce
Bunium bulbocastanum L. est une espèce de plantes à fleurs de la famille des Apiaceae (Ombellifères). C'est une plante herbacée originaire d'Europe occidentale et méridionale.
Synonymes : Carum bulbocastanum (L.) W. D. J. Koch, Bulbocastanum linnaei Schur, Sium bulbocastanum Spreng.

## Noms vernaculaires

### En français standard
Châtaigne de terre, noix de terre, terre-noix.

### Dans les dialectes
Génotte, gernotte, jarnotte, quenotte. (Normandie, Bretagne gallo) (de l'ancien scandinave *jarðhnot « noix de terre » (cf. danois jordnød « bunium bulbocastanium » et « cacahuète, arachide »).

## Description
C'est une plante herbacée vivace de 30 à 100 cm de haut, dont la racine tubérisée est comestible. Le tubercule mesure 2-5cm de diamètre. Les fleurs hermaphrodites, aux pétales blancs, sont regroupées en ombelles et fleurissent de juin à juillet. Cette espèce peut être confondue avec Conopodium majus.

## Distribution et habitat
L'aire de répartition originelle de cette espèce comprend l'Europe méridionale (Espagne, Italie, ancienne Yougoslavie...) et l'Afrique du Nord (Maroc), et s'étend vers le nord jusqu'en Angleterre, Allemagne, aux Pays-Bas et en Slovénie.
On la trouve parmi la végétation ségétale des sols carbonatés Caucalidion. Elle y est associée à des céréales d'hiver et à une riche diversité d'annuelles et géophytes.

## Usage alimentaire
La plante aurait été cultivée pour la consommation avant l'introduction de la pomme de terre d'après Fournier.
Les tubercules sont comestibles crus ou cuits. Ils se cuisinaient comme galettes au four. Les feuilles peuvent remplacer le persil et les fruits le cumin. Au XIXe siècle, Les noix de terre étaient récoltées après la moisson par les pauvres, les femmes et les enfants à Saint-Gall, en Maurienne et en Savoie. C'était une nourriture de disette puis c'est resté une habitude des enfants.

## Liste des sous-espèces et variétés
Selon Catalogue of Life (1 mai 2014) :
- sous-espèce Bunium bulbocastanum subsp. balearicum (Sennen) O.Bolòs & Vigo
- sous-espèce Bunium bulbocastanum subsp. macuca (Boiss.) O.Bolòs & Vigo

Selon NCBI (1 mai 2014) :
- variété Bunium bulbocastanum var. peucedanoides

Selon Tropicos (1 mai 2014) (Attention liste brute contenant possiblement des synonymes) :
- sous-espèce Bunium bulbocastanum subsp. macuca (Boiss.) O. Bolòs & Vigo
- variété Bunium bulbocastanum var. aphyllum (Jan ex DC.) Fiori & Paol.
- variété Bunium bulbocastanum var. baldense Rigo ex Huter
- variété Bunium bulbocastanum var. balearicum (Sennen) O. Bolòs & Vigo
- variété Bunium bulbocastanum var. mediterraneum (Albert) Reduron
- variété Bunium bulbocastanum var. nanum Cariot & St.-Lag.
- variété Bunium bulbocastanum var. peucedanoides J.M. Monts.